# پل سالوادور
پل سالوادور (انگلیسی: Pol Salvador؛ زادهٔ ۲ آوریل ۲۰۰۱) بازیکن فوتبال اهل اسپانیا است.